# Florestano
Florestano  è un nome proprio di persona italiano maschile.

## Varianti
- Maschili: Forestano[1]
- Femminili: Florestana[2]

### Varianti in altre lingue
- Catalano: Florestany[3]
- Francese: Florestan
- Portoghese: Florestan
- Spagnolo: Florestán[3]

## Origine e diffusione
L'etimologia di questo nome è dibattuta. Secondo alcune fonti è di origine spagnola, da floresta ("foresta"); altre lo riconducono invece al latino flos, floris ("fiore"), anche combinato con il suffisso germanico -stan ("pietra"). 
Deve la sua diffusione in Italia all'opera di Beethoven Fidelio, dove è portato da uno dei personaggi; è attestato principalmente in Toscana e Calabria.

## Onomastico
Non ci sono santi con questo nome, che quindi è adespota; l'onomastico può essere festeggiato il giorno di Ognissanti, cioè il 1º novembre.

## Persone

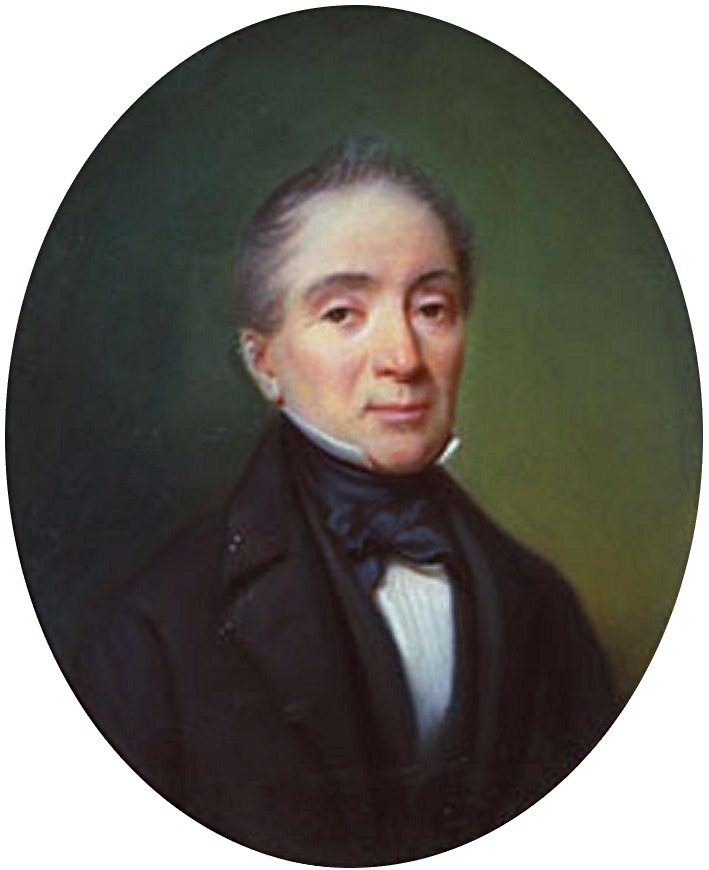
Florestano I di Monaco

- Florestano I di Monaco, principe di Monaco
- Florestano Brega, detto Mario, attore italiano
- Florestano de Larderel, politico italiano
- Florestano Di Fausto, ingegnere, architetto e politico italiano
- Florestano Pepe, militare italiano
- Florestano Rossomandi, pianista e compositore italiano
- Florestano Vancini, regista italiano